# Bouteldja
Bouteldja (în arabă بوثلجة) este o comună din provincia El Tarf, Algeria.
Populația comunei este de 17.738 de locuitori (2008).